# Paul Éluard

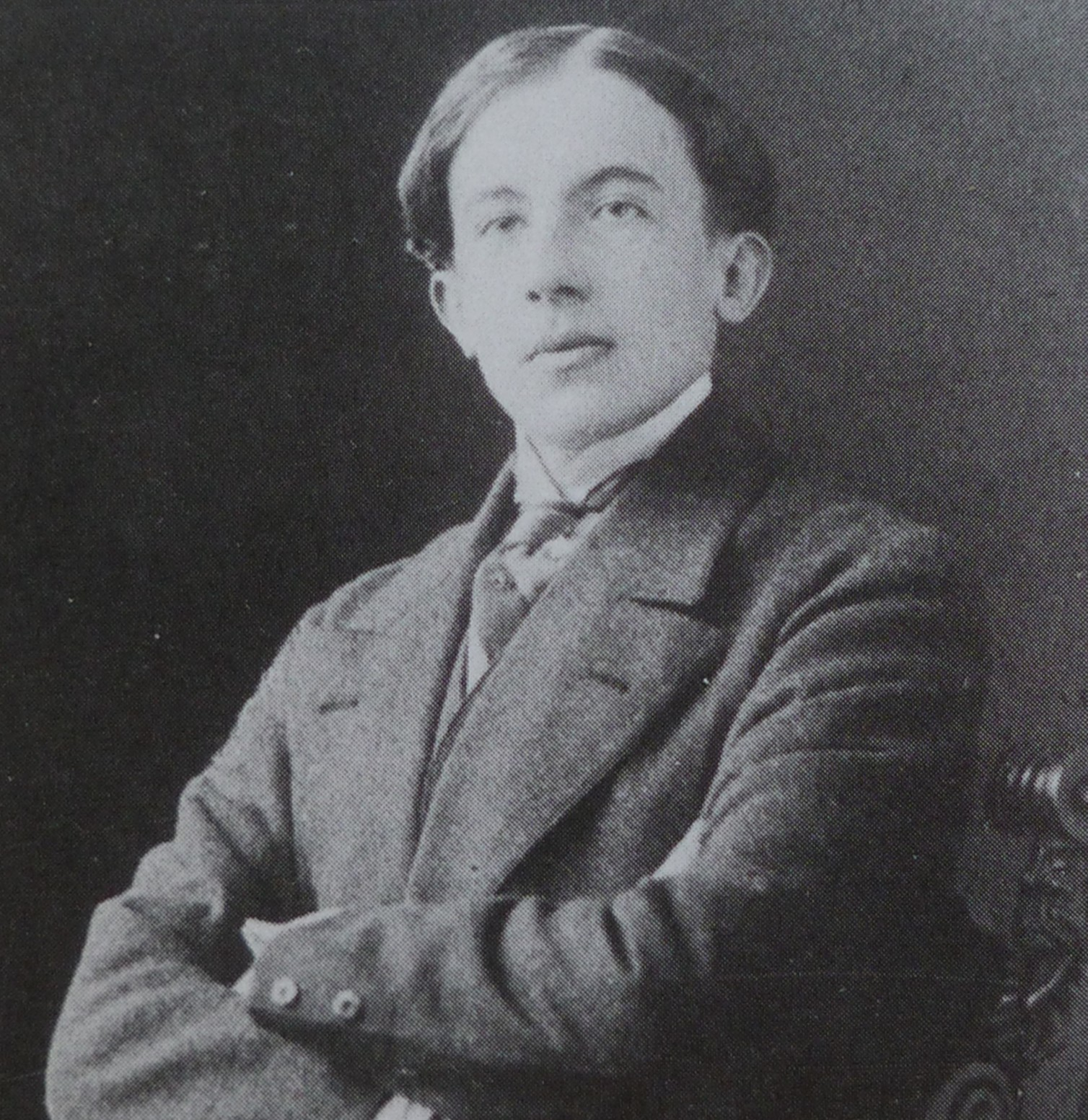
Paul Éluard khi còn trẻ vào khoảng năm 1911.

Paul Éluard (tên khai sinh là Eugène Émile Paul Grindel) (1895-1952) là nhà thơ người Pháp. 

## Đôi nét về tiểu sử
Trong Chiến tranh thế giới thứ nhất, Paul Éluard bị động viên vào lính và bị thương. Năm 1919, Éluard tham gia trào lưu siêu thực nhưng dần dần, ông nhận thức được rằng nghệ thuật không thể tách rời mà phải tham gia bảo vệ cuộc sống. Các sáng tác của ông trong thời kỳ này mang nội dung chống chiến tranh đế quốc và giàu tính nhân đạo. Ông thoát li hẳn khỏi trào lưu siêu thực, tham gia mặt trận chống phát xít, bảo vệ nền cộng hòa Tây Ban Nha non trẻ. Ông viết: 
| “ | Mùa xuân năm 1942, tôi vào Đảng Cộng sản và bởi vì đó là Đảng của nước Pháp, tôi phụng sự bằng mọi sức lực và cả cuộc đời tôi. Tôi muốn cùng mọi người trong nước tôi tiến về phía trước, đến tự do, đến hòa bình, cuộc sống chân chính | ” |

.

## Phong cách sáng tác
Paul Éluard đã tạo ra một hình thức mới mẻ, giàu chất trí tuệ, tràn đầy khát vọng nhân văn. Thơ của Éluard không chú trọng xây dựng các hình ảnh như thơ truyền thống mà hàm chứa suy luận trữ tình triết lý. Dấu ấn của chủ nghĩa siêu thực thể hiện khác đậm nét ở cách quan niệm bí ẩn, siêu hình về mối tương quân hữu cơ giữa các mặt đối lập trong thực tế như sống-chết, thực-ảo, cái có thực-cái tưởng tượng, cái cao cả-cái thấp hèn, cái quá khứ-cái tương lai,... và đó là đặc điểm riêng của thơ của nhà thơ Pháp.

## Sáng tác
Paul Éluard viết hơn sáu mươi tác phẩm, trong đó nổi tiếng nhất là bài thơ Tự do.